# إنريكي راموس رودريغيز
إنريكي راموس رودريغيز (بالإسبانية: Enrique Ramos Rodríguez)‏ هو سياسي مكسيكي، ولد في 24 نوفمبر 1932 بكوردوبا، المكسيك في المكسيك. حزبياً، نشط في الحزب الثوري المؤسساتي. وقد انتخب عضو مجلس النواب المكسيك.